# Mercato del pesce di Salerno
Il mercato del pesce è un edificio progettato da Pasquale Marinari e ubicato a Salerno in via Ligea, esempio di architettura razionalista.

## Storia e descrizione
Nel 1930, il comune di Salerno, istituì in città un mercato per la vendita all'ingrosso del pesce, affidandone la gestione al "Consorzio fascista peschereccio campano", che provvide subito alla costruzione dell'impianto, presentando un progetto redatto dall'architetto Pasquale Marinari. Il progetto, approvato nel luglio del 1930, costituiva nella ristrutturazione di un capannone già esistente, ubicato in via Ligea, che il Consorzio aveva in fitto già da qualche anno. Il locale, non molto ampio e di forma rettangolare, venne diviso in tre ambienti: sala vendita, sala di smistamento e direzione. Il disegno del prospetto sulla strada rappresenta un edificio di gusto classicheggiante, caratterizzato da una superficie bugnata che copre quasi interamente la facciata, racchiusa tra il basamento liscio, probabilmente in pietra, ed il cornicione, su cui poggia una balaustra, con al centro incisa l'insegna del Consorzio. La composizione viene interrotta verticalmente della presenza di paraste che ritmano i quattro ingressi. Fra quelle centrali vi è, poi, inciso il simbolo della rivoluzione fascista, in funzione del quale è stata studiata la ripartizione del prospetto, simmetrico, rispetto ad un asse ideale costituito dall'asta della bandiera e dal fascio littorio.
I lavori iniziarono nello stesso anno e consistettero nella demolizione del tetto e nella costruzione della terrazza, nel rivestimento di piastrelle maiolicate, zoccolatura in legno della sala di direzione, nella costruzione del pavimento in battuto di cemento e nella costruzione degli impianti. Tra il 1936 e il 1937 il mercato fu ampliato con due corpi in muratura che ospitarono la direzione ed il servizio di cassa. Nell'agosto del 1937 fu firmata una nuova convenzione ventennale tra Comune e Consorzio che nel frattempo aveva cambiato il suo nome in "Consorzio fascista peschereccio del Tirreno". Nel 1939 però, in base alle nuove leggi, il Comune si sostituì al Consorzio nella gestione dell'impianto. Agli inizi degli anni duemila, fu trasferito nella zona industriale salernitana, per limitare il traffico nel centro cittadino, e per avere una struttura più adeguata e grande alle esigenze dei grossisti. Il vecchio mercato ad oggi è adibito a deposito e officine meccaniche navali.
Attualmente (2024) presenta un notevole degrado estetico-strutturale.